# Gaspar de Quesada
Gaspar de Quesada est un marin et explorateur espagnol de la fin du XVe siècle et du début du XVIe siècle, à l'époque des Grandes découvertes. 
Il prit part au voyage de circumnavigation de Magellan, en tant que capitaine du vaisseau Concepcion,. En 1520 il participa avec deux autres capitaines (Juan de Cartagena et Luis de Mendoza), à une mutinerie contre Magellan lors d'une relâche près de la côte de Patagonie ; la mutinerie finit par être matée et les meneurs furent châtiés. Après son jugement pour trahison, Gaspar de Quesada fut décapité et son corps démembré.  